# Trematodon crispatissimus
Trematodon crispatissimus là một loài rêu trong họ Bruchiaceae. Loài này được Brid. mô tả khoa học đầu tiên năm 1819.